# Eleanor Hallowell Abbott
Eleanor Hallowell Abbott (Cambridge, 22 settembre 1872 – Portsmouth, 4 giugno 1958) è stata una scrittrice statunitense.

## Biografia
Figlia dell'ecclesiastico Edward Abbott e nipote dello scrittore Jacob Abbott, crebbe in un ambiente fortemente influenzato dalla religione. 
Studiò a Cambridge e a Radcliffe prima di lavorare come segretaria e insegnante alla Lowell State Normal School.
Regolare contributrice del Ladies' Home Journal, dopo sposata, si trasferì nel New Hampshire, a Wilton. 
Scrisse poesie, 75 racconti e 14 romanzi soprattutto del genere romantico e per ragazzi.

## Opere
- Molly Make-Believe (1910)
- The Sick-A-Bed Lady (and other tales) (1911)
- The White Linen Nurse (1913)
- Little Eve Edgarton (1914)
- The Indiscreet Letter (1915)
- The Ne'er Do Much (1918)
- Love and Mrs. Kendrue (1919)
- Old-Dad (1919)
- Peace on Earth, Good-will to Dogs (1920)
- Rainy Week (1921)
- Silver Moon (1923)
- But Once A Year: Christmas Stories (1928)
- Being Little In Cambridge When Everyone Else Was Big (1936)

## Adattamenti cinematografici
- Molly Make-Believe, regia di James Searle Dawley (1916)
- Little Eve Edgarton, regia di Robert Z. Leonard (1916)
- Old Dad, regia di Lloyd Ingraham (1920)